# Contea di Saint Mary
La contea di Saint Mary (in inglese Saint Mary's County) è una contea dello Stato del Maryland, negli Stati Uniti. La popolazione al censimento del 2000 era di 86 211 abitanti. Il capoluogo di contea è Leonardtown.

## Geografia
Il territorio è prevalentemente collinare, ricoperto di boschi e campi, e pianeggiante sulla costa. La contea si affaccia a est sulla baia di Chesapeake. A nord scorre il fiume Patuxent, a sud il Potomac e a ovest il Wicomico.

### Contee confinanti
- Contea di Calvert - nord-est
- Contea di Dorchester - est
- Contea di Somerset - sud-est
- Contea di Northumberland (Virginia) - sud
- Contea di Westmoreland (Virginia) - sud-ovest
- Contea di Charles - nord-ovest

### Comunità amish
Nella zona di Mechanicsville si trova la più grande comunità amish del Maryland, la St. Mary's County. La comunità fu fondata dagli amish della contea di Lancaster. Oggi la comunità conta 10 chiese con una popolazione di circa 1575 amish.

## Storia
La contea viene citata per la prima volta nel 1637. Fu chiamata così in onore della madre di Gesù, Maria. Fu la prima contea della provincia del Maryland a essere creata. Prende nome dalla prima capitale del Maryland, Saint Mary's City (oggi un piccolo centro), ricostruita nell'Ottocento ma seguendo lo stile originale del primo Seicento.

## Comuni
L'unica town è Leonardtown, il capoluogo.

### Census-designated places
- California
- Callaway
- Charlotte Hall
- Golden Beach
- Lexington Park
- Mechanicsville
- Piney Point
- St. George Island
- Tall Timbers
- Wildewood